# Striglina feindrehala
Striglina feindrehala is een vlinder uit de familie van de venstervlekjes (Thyrididae). De wetenschappelijke naam van de soort is voor het eerst geldig gepubliceerd in 1991 door Chu & Wang.